# Хойт-стрит — Скермерхорн-стрит (Нью-Йоркское метро)
|       |
|       |
|       |
| A · C |
|       |
|       |
| G     |
| G     |
|       |
|       |
| A · C |
|       |
|       |
|       |

|       |
|       |
|       |
| A · C |
|       |
|       |
| G     |
| G     |
|       |
|       |
| A · C |
|       |
|       |
|       |

«Хойт-стрит — Скермерхорн-стрит» (англ. Hoyt–Schermerhorn Streets) — станция Нью-Йоркского метрополитена, расположенная на линиях Фултон-стрит, Ай-эн-ди, и Кросстаун, Ай-эн-ди. Находится в Бруклине, на пересечении Хойт-стрит и Скермерхорн-стрит. Станция имеет шесть путей и четыре островных платформы. На станции останавливаются маршруты: A (круглосуточно), C (круглосуточно, кроме ночи) и G (круглосуточно). По двум центральным путям станции проходят поезда маршрута G, а по двум следующим (по другую сторону от действующих островных платформ) — маршрутов A и C.
Два центральных пути относятся к линии Кросстаун, к западу от станции эти пути уходят ниже, поворачивают на юг и сливаются с путями линии Калвер. Следующая от центра пара путей принадлежит линии Фултон-стрит, к западу от станции эти пути поворачивают на север и переходят в линию Восьмой авеню. Эти две пары путей обслуживаются одной парой платформ. Самые внешние пути и платформы не используются, эти пути идут на запад в Нью-Йоркский транспортный музей. Два пути линии Фултон-стрит к востоку от станции превращаются в четыре: два экспресс-пути (маршрут A круглосуточно, кроме ночи) и два локальных (маршруты A ночью и C круглосуточно, кроме ночи).
Станция имеет два выхода в город. Один из них (западный) ведёт к перекрёстку Хойт-стрит и Скермерхорн-стрит. Второй приводит к перекрёстку Бонд-стрит и Скермерхорн-стрит. Второй выход располагается в здании магазина. Все турникетные павильоны расположены в мезонинах над платформами. Проход к двум неиспользуемым платформам закрыт. Также имеется большое количество закрытых выходов, раньше со станции можно было пройти к перекрёстку Скермерхорн-стрит и Ливингстон-стрит, также был выход к ныне закрытому универмагу.

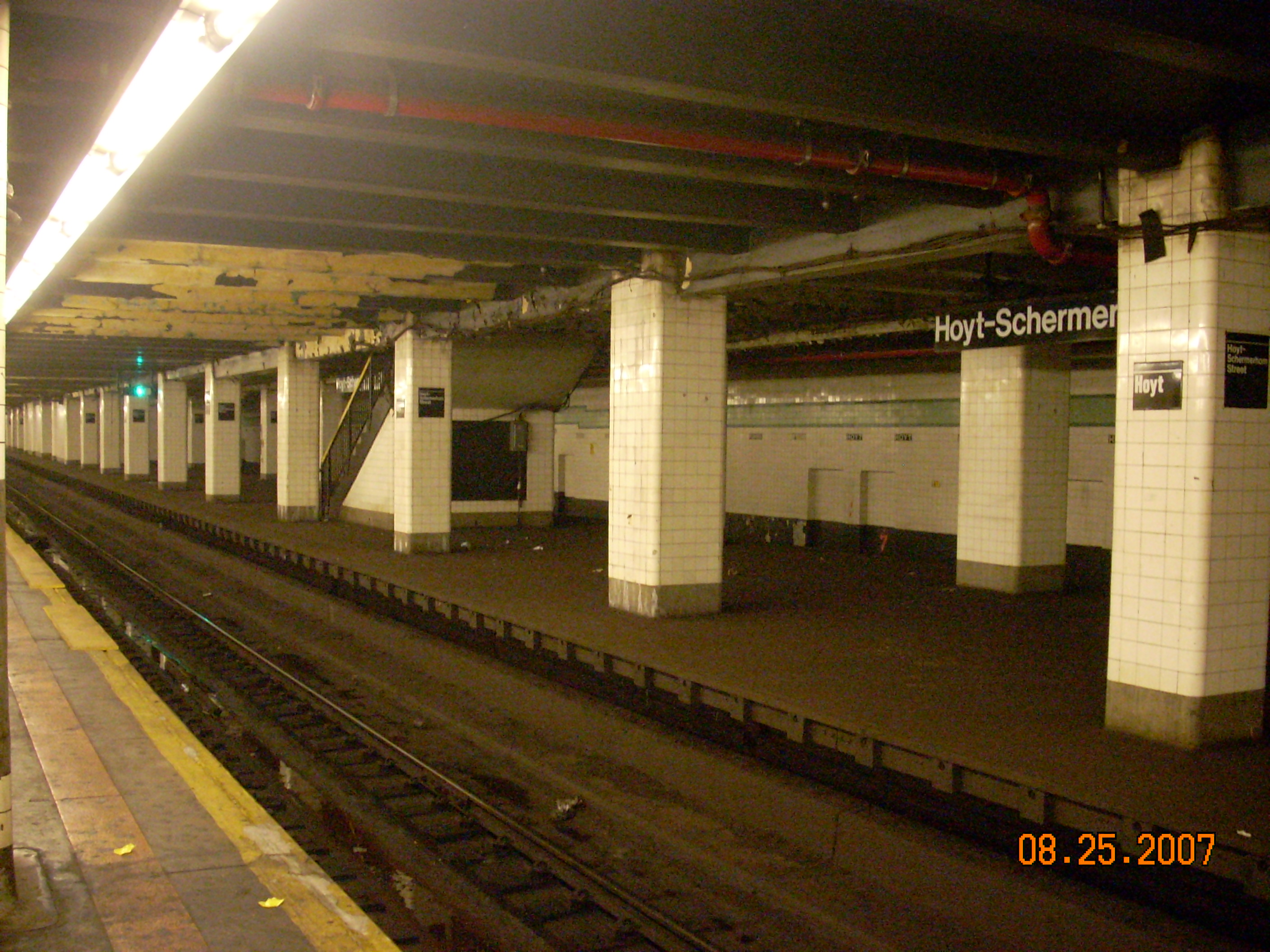
Закрытая платформа

## В искусстве
- Фильм «Ночные ястребы».
- Видеоклип Майкла Джексона «Bad»